# حسن البطل
حسن مصباح حسين البطل (أبو نادر؛ ولد في 14 يوليو 1944 في طيرة حيفا، توفي في 8 ديسمبر 2021 في رام الله) هو كاتبٌ وصحفيٌ فلسطيني، كان قد عمل في إذاعة فلسطين من بغداد وفي هيئة تحرير مجلة «فلسطين الثورة» الناطقة باسم منظمة التحرير الفلسطينية، وفي جريدة الأيام الفلسطينية التي كان يكتبُ فيها عمود «أطراف النهار».

## نشأته وتعليمه
ولد علم 1944 في طيرة حيفا، وهجّر مع أسرته إلى سورية في نكبة 1948. تلقى تعليمه المدرسي والجامعي في دمشق وحصل عام 1968 من جامعتها على ماجستير في الجغرافيا الجيولوجية.

## نشاطه السياسي والصحفي
التحق بحركة فتح، وغادر دمشق بعد الحركة التصحيحية إلى بغداد وعمل بين 1972 و1974 محررا في إذاعة منظمة التحرير الفلسطينية التي كانت تبث هناك، ثم طرد بسبب الخلاف السياسي مع العراق آنذاك حول برنامج منظمة التحرير المرحلي، ثم انضم إلى هيئة تحرير مجلة فلسطين الثورة في بيروت حبق تولى تحرير الشؤون العربية ثم شؤون العدو، وواصل العمل في المجلة بعد الخروج من بيروت وانتقل معها إلى نيقوسيا حيث تولى إدارة تحريرها وكان يكتب فيها زاوية "قضايا الصراع.عاد إلى فلسطين بعد اتفاقية أوسلو وعمل ابتداء من 1995 في هيئة تحرير جريدة الأيام التي تصدر في رام الله، حيث واظب على كتابة عموده اليومي ثم شبه اليومي "أطراف النهار".
جمعت مقالاته في أربعة مجلّدات صدرت عن «دار الرقمية» في رام الله، وحملت العناوين التالية: «وأنت يمشيك الزمان»، و«المكان الشيء إن دل عليّ»، و«حيرة الولد بهاء»، و«رحلوا وما برحوا».

## وفاته
توفي في رام الله بتاريخ 8 كانون أول (ديسمبر) 2021 ميلاديًا الموافق 4 جمادى الأولى 1443 هجريًا، ودفن في مقبرتها بحضور رسميٍ وشعبيٍ واسع.

## جوائز وتكريم
- عام 1988 نال جائزة فلسطين في المقالة.
- عام 2015 نال وسام درع اتحاد الصحفيين العرب.
- عام 2018 اختير حسن البطل شخصية العام الثقافية في مناطق السلطة الفلسطينية.
- في 10 كانون أول 2021 منحه بعد وفاته رئيس السلطة الفلسطينية محمود عباس وسام الثقافة والعلوم والفنون «مستوى الإبداع»، تقديرا لإسهاماته الصحفية ودوره البارز في الإعلام الفلسطيني ومجلة فلسطين الثورة.[9]

## قيل عنه
- غانية ملحيس: موجع رحيلك يا حسن في زمن التيه الفلسطيني ونحن أحوج ما نكون إلى شجاعتك وصدق قلمك الناقد، وصفاء ذهنك، ووضوح رؤيتك، وعمق فكرك، سنفتقدك كثيرا يا حسن ، وعزاؤنا أنك تركت إرثا ثريا نستعيد به على الدوام حضورك الفارق في تميزه. وسيبقى هذا الإرث نبراسا ينير دروب الأجيال الفلسطينية الفتية ويعينها على مواصلة النضال حتى بلوغ النصر.[10]
- نعت وزارة الإعلام وقالت في بيانها: إن رحيل الكاتب الصحفي، البطل هي خسارة ثقيلة لفلسطين وصحافتها، تختزل النكبة والعودة والإصرار.[11]
- رئيس الوزراء محمد اشتية، قال إنه نذر قلمه للدفاع عن الحقوق الوطنية لشعبه واصفا إياه بالمحارب الوطني والمثقف الثوري معتبرا غيابه خسارة كبيرة للشعب الفلسطيني في وقت نحن أحوج ما نكون لقلمه وفكره وعطائه.[12]